# Јеврејски културни центар и синагога „Бејт Шалом“ Добој
Јеврејски културни центар и синагога „Бејт Шалом“ у Добоју је културни центар Јевреја. Синагога је сефардска. Адреса је Улица Краља Александра 33, Добој.

## Историјат[1]
Јеврејска општина Добој формирана је 1871.године и од тада дјелује и ради до данашњих дана. 
Прва синагога у Добоју подигнута је 1874. године, а срушена је током Другог свјетског рата. Од некадашње Синагоге пронађена су једино улазна врата, која су уграђена у данашњу Синагогу у Добоју.
Јеврејски културни центар са Синагогом познат и као кућа мира „Бет шалом“, отворен је  2003. године, након обнове и реконструкције породичне куће Александра Врховског и Ота Калмара, изграђене 1922. године.
Поред синагоге у објекту дјелује Јеврејски културни центар и Јеврејска општина у Добоју.
Објекат је спратне висине П+1+мансарда, покривен двосливним кровом са високом таласастом атиком на симетричној уличној фасади. Прозори приземља су квадратни, са малтерним оквирима који прате облик прозора, спрата тродјелни са лучно завршеним централним дијелом и лучно завршеним оквирима, а мансардни су правоугаони са лучно завршеним оквирима. Централни дио објекта наглашен је балконом првом спрата са кованом оградом. У централном дијелу атике се налази Давидова звијезда.
Врата старе синагоге су двокрилна, метална, лучно завршена са Давидовим звијездама на оба крила и исписаном 1874. годином.